# Sforza Pallavicini
Pallavicini Sforza (? – 1585) a család lombardiai ágából származó olasz condottiere, császári generális. 

## Élete
1551-ben I. Ferdinánd Erdélybe küldött hadainak egyik alvezére volt. Giambattista Castaldo tábornok, az erdélyi császári csapatok parancsnoka ekkor kapott utasítást Ferdinándtól Fráter György érsek, bíboros meggyilkolására. Castaldo a feladat elvégzésével Sforza Pallavicinit bízta meg. A kapitány olasz és spanyol bérgyilkosokból különítményt szervezett. Társaival 1551. december 17-én behatolt a bíboros alvinci kastélyába, és végrehajtotta a gyilkosságot. 
- Fráter György meggyilkolása (17. századi metszet)

Az 1552-es palásti csatában török fogságba esett. 1558-ban szabadult ki a Héttoronyból. Élete végén velencei zsoldban szolgált, a szárazföldi fegyveres erőket vezette főkapitányi (capitano generale) rangban.